# CS Alagoano
Centro Sportivo Alagoano, sau prescurtat CSA este un club de fotbal profesionist din Brazilia, cu sediul în Maceió, capitala statului Alagoas. În prezent echipa concurează în Série C, al treilea nivel al sistemului ligii de fotbal braziliene. 

## Istoria clubului
La 7 septembrie 1913, în aceeași zi cu aniversarea independenței Braziliei față de Portugalia, clubul a fost fondat sub numele de Centro Sportivo Sete de Setembro. În 1914, Centro Sportivo Sete de Setembro a fost redenumit Centro Sportivo Floriano Peixoto, după Floriano Peixoto, care a fost al doilea președinte al Braziliei și a fost un erou de război din Paraguay. Patru ani mai târziu, în 1918, clubul a fost redenumit în numele său actual Centro Sportivo Alagoano.

## Palmares
| Campionatele Naționale                                               | Regionale |
| - Série C (1) : - Campioni : 2017. - Série D (–) : - Locul 2 : 2016. | - Campionatul Alagoano (40) : - Campioni : 1928, 1929, 1933, 1935, 1936, 1941, 1942, 1944, 1949, 1952, 1955, 1956, 1957, 1958, 1960, 1963, 1965, 1966, 1967, 1968, 1971, 1974, 1975, 1980, 1981, 1982, 1984, 1985, 1988, 1990, 1991, 1994, 1996, 1997, 1998, 1999, 2008, 2018, 2019, 2021. - Copa Alagoas (2) : - Campioni : 2006, 2024. - Locul 2 : 2015. |